# Саммит G-20 в Лос-Кабосе (2012)

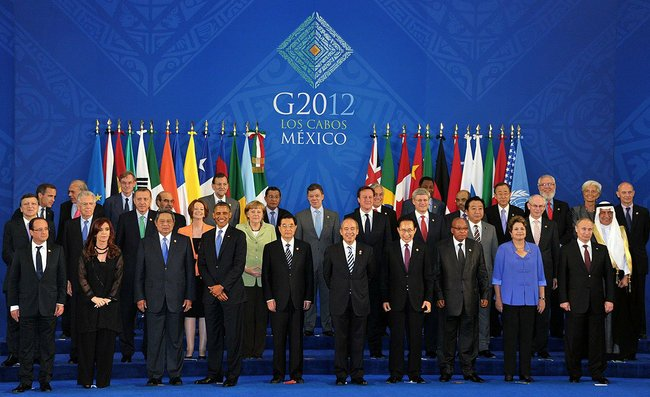
Участники встречи глав государств и правительств стран — участниц «Группы двадцати»

Мексиканский саммит G-20, 7-й саммит лидеров стран «Группы 20», прошедший 18-19 июня 2012 года в мексиканском Лос-Кабосе. Проходившему на фоне разворачивающейся второй волны мирового экономического кризиса, основное внимание на саммите было уделено экономическим вопросам, особое внимание было уделено Европейскому долговому кризису, разрешение которого возложили на ЕС.
Как отмечалось, саммит проводился на фоне сильной нестабильности и большого числа факторов неопределенности в мировой экономике.
«Большая двадцатка» договорилась об увеличении резервов Международного валютного фонда более чем на 450 млрд долларов.
По мнению политического обозревателя РИА Новости Дмитрия Косырева, попытавшегося подвести итоги завершившегося саммита «Большой двадцатки» одной фразой: «начиная с Лос-Кабоса, мировые лидеры начали соглашаться, что хотя здоровье финансового сектора — это важно, но экономический рост, наверное, важнее». Интересна проведенная им аналогия с проходившим десятью годами ранее в Лос-Кабосе саммитом АТЭС.
Как следует из коммюнике, каждая экономика может делать все, что считает нужным, для достижения своих внутренних целей, но обязуется при этом минимизировать ущерб от этих мер для других стран.

### Участники саммита
| Большая индустриальная двадцатка Страна-хозяйка и лидер выделены жирным шрифтом. | Большая индустриальная двадцатка Страна-хозяйка и лидер выделены жирным шрифтом. | Представитель                 | Титул                             |
| -------------------------------------------------------------------------------- | -------------------------------------------------------------------------------- | ----------------------------- | --------------------------------- |
| Австралия                                                                        | Австралия                                                                        | Джулия Гиллард                | Премьер-министр                   |
| Аргентина                                                                        | Аргентина                                                                        | Кристина Фернандес де Киршнер | Президент                         |
| Бразилия                                                                         | Бразилия                                                                         | Дилма Русеф                   | Президент                         |
| Великобритания                                                                   | Великобритания                                                                   | Дэвид Кэмерон                 | Премьер-министр                   |
| Германия                                                                         | Германия                                                                         | Ангела Меркель                | Федеральный канцлер               |
| Индия                                                                            | Индия                                                                            | Манмохан Сингх                | Премьер-министр                   |
| Индонезия                                                                        | Индонезия                                                                        | Сусило Бамбанг Юдойоно        | Президент                         |
| Италия                                                                           | Италия                                                                           | Марио Монти                   | Премьер-министр                   |
| Канада                                                                           | Канада                                                                           | Стивен Джозеф Харпер          | Премьер-министр                   |
| Китай                                                                            | КНР                                                                              | Ху Цзиньтао                   | Председатель КНР                  |
| Мексика                                                                          | Мексика                                                                          | Фелипе Кальдерон              | Президент                         |
| Россия                                                                           | Россия                                                                           | Владимир Путин                | Президент                         |
| Саудовская Аравия                                                                | Саудовская Аравия                                                                | Ибрагим Абдулазиз аль-Ассаф   | Министр финансов                  |
| Соединённые Штаты Америки                                                        | США                                                                              | Барак Обама                   | Президент                         |
| Турция                                                                           | Турция                                                                           | Реджеп Тайип Эрдоган          | Премьер-министр                   |
| Франция                                                                          | Франция                                                                          | Франсуа Олланд                | Президент                         |
| Южно-Африканская Республика                                                      | ЮАР                                                                              | Джейкоб Зума                  | Президент                         |
| Республика Корея                                                                 | Южная Корея                                                                      | Ли Мён Бак                    | Президент                         |
| Япония                                                                           | Япония                                                                           | Ёсихико Нода                  | Премьер-министр                   |
| Европейский союз                                                                 | Европейская комиссия                                                             | Жозе Мануэл Баррозу           | Председатель Европейской комиссии |
| Европейский союз                                                                 | Европейский совет                                                                | Херман ван Ромпёй             | Председатель Европейского совета  |

| Приглашенные государства |          |                     |                 |
| State                    | State    | Represented by      | Title           |
| Бенин                    | Бенин    | Яйи Бони            | Президент       |
| Камбоджа                 | Камбоджа | Хун Сен             | Премьер-министр |
| Чили                     | Чили     | Себастьян Пиньера   | Президент       |
| Колумбия                 | Колумбия | Хуан Мануэль Сантос | Президент       |
| Эфиопия                  | Эфиопия  | Мелес Зенауи        | Премьер-министр |
| Испания                  | Испания  | Мариано Рахой       | Премьер-министр |

| Приглашенные организации       |                                                          |                        |                           |
| Organisation                   | Organisation                                             | Represented by         | Title                     |
|                                | Международный валютный фонд                              | Кристин Лагард         | Управляющий директор      |
|                                | Совет по финансовой стабильности                         | Марк Карни             | Председатель              |
|                                | Продовольственная и сельскохозяйственная организация ООН | Жозе Грациано да Силва | Генеральный директор      |
|                                | Международная организация труда                          | Гай Райдер             | Генеральный директор      |
|                                | Организация экономического сотрудничества и развития     | Хосе Ангел Гурриа      | Генеральный секретарь     |
|                                | Всемирная торговая организация                           | Паскаль Лами           | Генеральный директор      |
| Организация Объединённых Наций | Организация Объединённых Наций                           | Пан Ги Мун             | Генеральный секретарь ООН |
|                                | Группа Всемирного банка                                  | Роберт Зеллик          | Президент                 |